# Mas Oliver (Palamós)
El Mas Oliver és una masia al terme municipal de Palamós (el Baix Empordà) inclosa a l'Inventari del Patrimoni Arquitectònic de Catalunya. El mas, amb torre adossada, es troba prop de la costa, a uns 45m. sobre el nivell del mar, en zona propera al Mas Juny. La masia data del segle xvi segons la llinda del portal d'entrada que té gravada la data 1547.
La torre inicialment devia estar separada del mas i es comunicava per un pont eventual de fusta. Quan es feu innecessària la funció defensiva el mas s'allargà uns 2m. i quedà adossada. Actualment la casa resta deshabitada.
Al 2021 fou expropiat per l'Ajuntament de Palamós que preveia reformar-lo, degut a les seves males condicions, derruir certes construccions annexes, i convertir-lo en un equipament municipal. L'any 2022 l'ajuntament ha iniciat les obres per enderrocar les edificacions annexes.
La casa està coberta a dues vessants, vers la façana principal i posterior. La principal, de 16,90m. de llargada està encarada a ponent. Pel que fa a portes i finestres estan escairades amb pedra. La torre té forma cilíndrica atalussada amb un diàmetre de 5,90m. i fa una alçada d'uns 9,70m. El gruix dels murs oscil·la entre 0,75 i 0,80m. Consta de dues plantes separades per volta esfèrica rebaixada de pedra. Els primers 2,60m. estan replens de pedres trencades. La primera planta, a 2,60m. del sòl, es comunica amb la casa. La segona és accessible per una escala exterior de ferro i conté els dipòsits d'aigua. Conserva diverses espitlleres quadrades, la poterna i ha desaparegut el coronament.